# Kleine Bergmoosratte

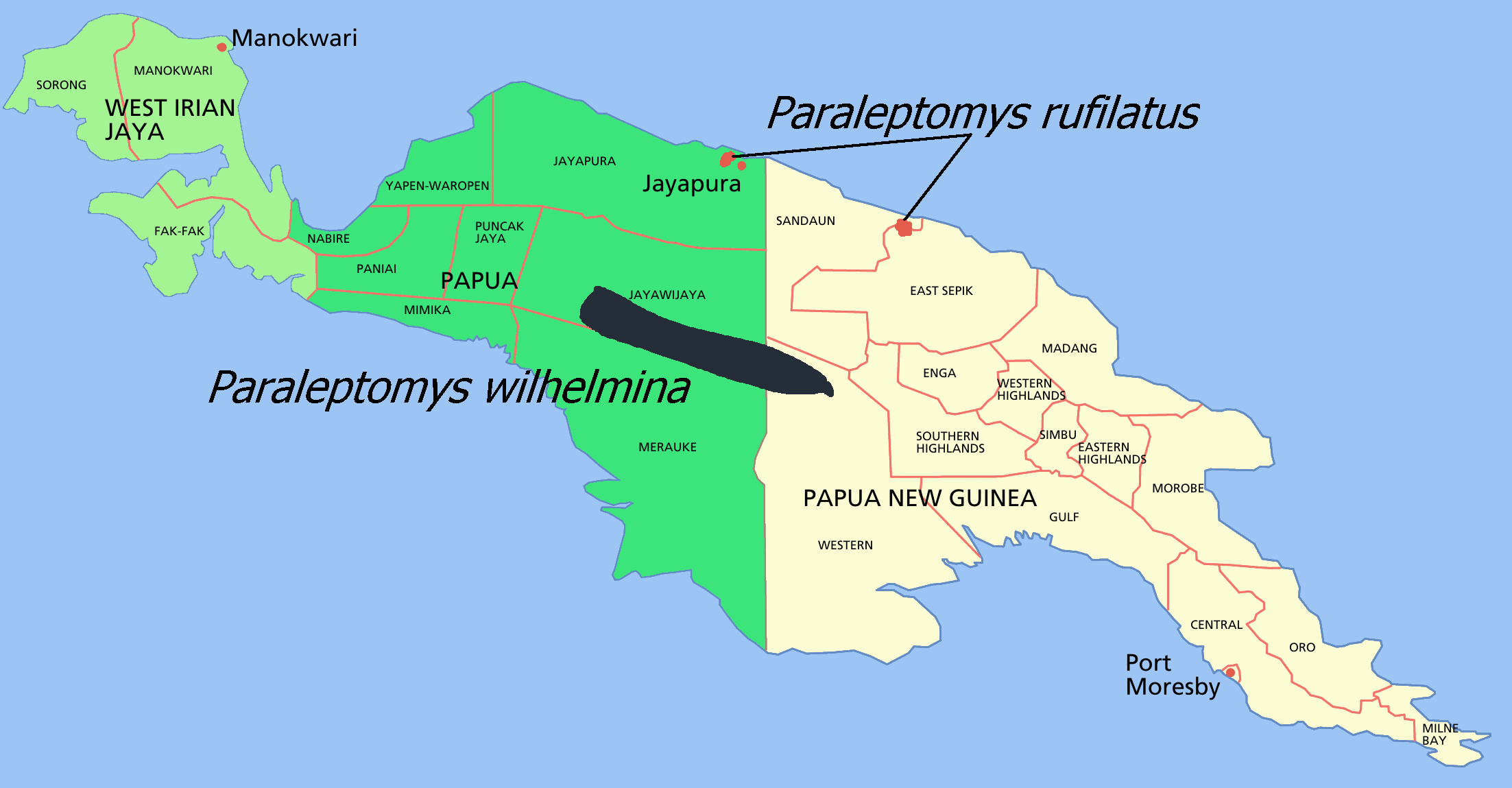
Verbreitungsgebiete der Kleinen (blau) und Großen Bergmoosratte (rot)

Die Kleine Bergmoosratte (Paraleptomys wilhelmina) ist ein auf Neuguinea endemisches Nagetier in der Familie der Langschwanzmäuse. Sie bildet zusammen mit der Großen Bergmoosratte (Paraleptomys rufilatus) die Gattung Neuguinea-Bergwasserratten. Vermutlich gibt es in der Gattung eine dritte, bisher unbeschriebene Art, deren Verbreitungsgebiet direkt anschließt.

## Merkmale
Wie aus dem Namen erkennbar sind die Exemplare mit einer Kopf-Rumpf-Länge von 105 bis 126 mm, einer Schwanzlänge von 125 bis 135 mm und einem Gewicht von 31 bis 35 g kleiner als bei der bisher bekannten Schwesterart. Es sind 25 bis 31 mm lange Hinterfüße und 17 bis 18,5 mm lange Ohren vorhanden. Typisch ist weiches und wolliges Fell, das oberseits graubraun gefärbt ist und am Hinterteil dunkler wirkt. Auf der Unterseite kommt leicht hellgraues Fell vor. Ein weiteres Kennzeichen ist der oberseits graue Schwanz, der unterseits sowie an der Spitze weiß ist. Rötliche Tönungen an den Flanken oder eine weißliche Kehle, wie bei der anderen Art, sind nicht vorhanden. Im Gegensatz zu den ähnlichen Neuguinea-Wasserratten (Leptomys) fehlt in jeder Kieferhälfte der dritte Molar. Bei Weibchen sind vier Zitzen vorhanden.

## Verbreitung und Lebensweise
Die Kleine Bergmoosratte hat mehrere verstreute Populationen im zentralen Gebirge von Neuguinea. Sie hält sich zwischen 1800 och 2800 Meter Höhe auf. Die Art lebt in Regenwäldern, die teilweise verändert sein können.
Die Exemplare sind nachtaktiv. Aufgrund des Schädelbaus wird angenommen, dass die Nahrung aus Insekten oder Würmern besteht. Ein Tier ging in eine Falle mit einer Süßkartoffel als Köder.

## Gefährdung
Bedrohliche Faktoren konnten nicht ermittelt werden. Die begrenzte Verbreitung macht die Art empfindlich für Veränderungen. Die IUCN listet die Kleine Bergmoosratte mit unzureichende Datenlage (data deficient).